# George Tryon (Admiral)

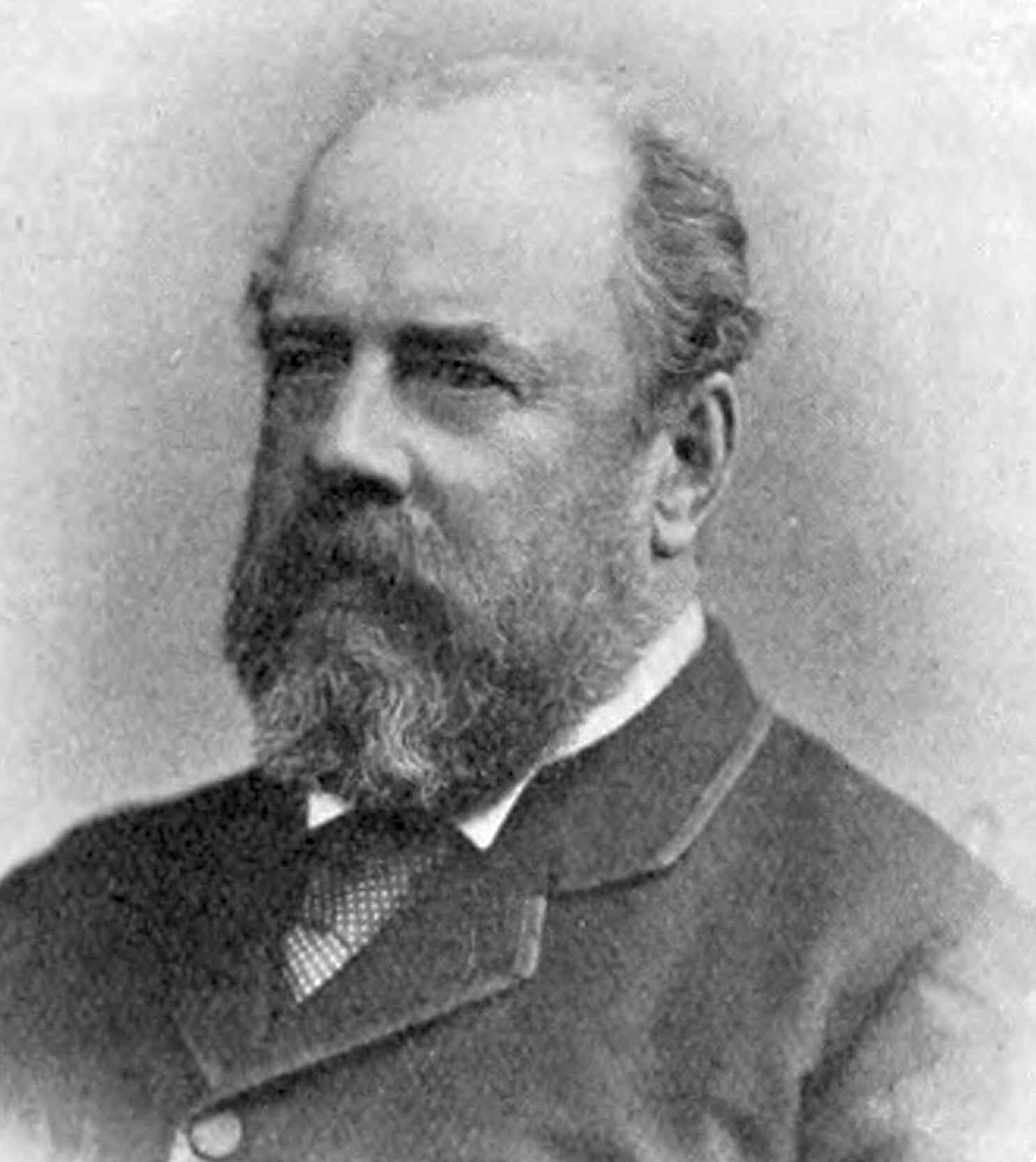
Sir George Tryon

Sir George Tryon (* 4. Januar 1832 in Bulwick Park, Northamptonshire; † 22. Juni 1893 vor Tripoli) war ein britischer Vizeadmiral und Oberkommandierender der britischen Mittelmeerflotte.
George Tryon wurde in Bulwick Park, Northamptonshire, England, geboren, besuchte die Eliteschule Eton und trat 1848 in die Royal Navy ein. An Bord der HMS Vengeance nahm er am Krimkrieg teil. Von 1861 bis 1864 war er stellvertretender Kommandeur der Warrior, dem ersten hochseetauglichen Panzerschiff mit eisernem Rumpf. Nach dem Kommando über verschiedene Schiffe war er von 1871 bis 1874 Erster Sekretär des First Sea Lords, dem Oberkommandierenden der britischen Marine. Anschließend kommandierte er bis 1881 die Raleigh und die Monarch, ging zunächst als Sekretär zurück zur Admiralität und wurde 1884 Rear Admiral. 1887 wurde er zum Knight Commander des Order of the Bath geschlagen und zum Vizeadmiral befördert. 1891 erhielt er den Oberbefehl über die britische Mittelmeerflotte, zu diesem Zeitpunkt das größte Flottenkontingent der Welt.
Sir George Tryon galt als brillanter, aber eigensinniger Seestratege, der großen Einfluss auf die britische Seefahrtsstrategie im 19. Jahrhundert hatte. Er starb beim Untergang seines Flaggschiffs Victoria nach einer Kollision mit der Camperdown, die er durch seine Eigenarten in der Befehlsgebung ursächlich mitverschuldet hatte. 
Sein Sohn George Tryon, 1. Baron Tryon war ein konservativer britischer Politiker und Minister.